# Whitney Houston
Whitney Elizabeth Houston (Newark, 9 d'agost de 1963 – Beverly Hills, 11 de febrer de 2012) fou una cantautora de rhythm and blues, pop i gòspel, pianista i actriu estatunidenca, una de les més populars i famoses cantants durant la dècada dels 80 i dels 90. Al moment de la seva mort era la dona que havia rebut més premis de tots els temps, segons el Guinness World Records. Va rebre sis premis Grammy, diversos premis American Music, premis Billboard, dos premis Emmy, un MTV Video Music Award i un MTV Movie Award. Ha venut més de 220 milions d'àlbums i senzills. Ha influït en la carrera de diversos artistes com Christina Aguilera, Alicia Keys, Britney Spears, Jessica Simpson, Mandy Moore i altres cantants de música R&B. Amb el malnom de La Veu, és reconeguda per la seua gran habilitat vocal.

## Carrera musical
La cantant va signar per Arista Records després de ser descoberta pel famós productor Clive Davis. El 1985 va sortir a la llum el seu primer àlbum d'estudi, anomenat Whitney Houston, que llavors va ser el disc de debut més venut per una artista femenina, amb 25 milions de còpies. El 1987 edità un segon disc, Whitney, amb què mantingué el gran èxit d'abast mundial amb 19 milions de còpies venudes i aconseguí el rècord (que encara es manté) de set números u consecutius, superant The Beatles i Elvis Presley. El tercer àlbum, que va publicar l'any 1990, va decantar-se més cap al rhythm and blues i no va obtenir les vendes dels anteriors treballs; tot i això, el disc aconseguí dos números 1 als EUA i va vendre 10 milions de còpies. Aquell mateix any, Houston cantà l'himne dels Estats Units a la Super Bowl, versió que és la primera i fins ara queda l'única de ser certificada amb un disc de platí (un milió de còpies) als EUA.
Als anys 90 es va estrenar en el camp cinematogràfic. El 1992 protagonitzà El guardaespatlles acompanyada de Kevin Costner, amb la qual aconseguí un gran èxit. La primera peça de la columna sonora, I will always love you (una versió pop de la cançó de la cantant country Dolly Parton), va esdevenir un número 1 mundial i se'n van vendre 40 milions de còpies, cosa que el convertí en la banda sonora més venuda de la història. L'any 1995 Houston protagonitzà Waiting to Exhale tot participant en la banda sonora amb tres cançons, una de les quals fou núm. 1 als EUA («Exhale»). L'any següent feu, amb Denzel Washington, una nova versió de «la muller del predicador», la banda sonora de la qual li permeté enregistrar un disc gospel.
Després d'enregistrar per a Walt Disney Pictures el film Cinderella (La ventafocs), el 1998 Whitney tornà a gravar un disc d'estudi, cosa que no passava des del 1990. El nou àlbum, que rebé el nom de My Love is Your Love, fou un èxit tant a USA com a Europa i aconseguí de vendre 10 milions de còpies amb l'ajut dels temes d'èxit. Dos anys després sortí al mercat Whitney: The Greatest Hits, un recopilatori dels seus 15 anys de carrera.
El 2000 va començar a córrer rumors sobre la seva addicció a les drogues, addicció que es confirmà en l'entrevista amb Dianne Sawyer, el 2002, quan promocionava el nou àlbum Just Whitney, que només va aconseguir de vendre dos milions de còpies arreu del món. El 2003 edità un àlbum nadalenc anomenat One Wish que aviat va abandonar les llistes del Billboard 200.
El 2006 Houston es divorcià del seu marit, Bobby Brown, amb el qual s'havia casat a principis dels 90 i que molts consideraven la causa de les seves addiccions. El 2009, ja recuperada, tornà al món de la música amb "I look to you" que vengué dos milions i mig de còpies i es convertí en núm. 1 als EUA i a països d'Europa com ara Alemanya i Itàlia. Per promocionar l'àlbum, Whitney començà la gira Nothin' But Love, algunes actuacions de la qual no foren gaire ben rebudes per problemes amb la veu.

## Carrera cinematogràfica
Whitney va deixar de banda el món de la música durant sis anys, durant els quals es va dedicar a la producció de pel·lícules com per exemple Princesa per sorpresa i lluitant contra les drogues a base de repetides rehabilitacions.
El primer paper en el cinema de Whitney Houston va ser el 1992 en la pel·lícula El guardaespatlles (The Bodyguard), de Mick Jackson. La banda original d'aquesta pel·lícula va guanyar el Grammy a l'àlbum de l'any de 1994. El seu senzill «I Will Always Love You» va ser el més venut de la història de la música, cantat per una dona. El 1996 va protagonitzar juntament amb Denzel Washington La dona del predicador (The Preacher's Wife), de Penny Marshall.

## Activisme polític
Whitney Houston va donar suport a Nelson Mandela i al moviment anti-apartheid. Durant els anys en què va ser una model, aquesta cantant refusà treballar amb agències de models que tenien negocis amb la República sud-africana que aleshores tenia un règim basat en la discriminació racista. L'11 de juny de 1988, durant la part europea de la seva gira, Houston s'uní amb altres músics per a fer un conjunt al Wembley Stadium de Londres per celebrar el 70è aniversari de Nelson Mandela que en aquell moment continuava empresonat. Després, a l'agost, tornà als Estats Units per a un concert benèfic al Madison Square Garden de Nova York que recollí 250.000 dòlars per al United Negro College Fund. Al mateix any enregistrà una cançó amb la cobertura de la NBC per als Jocs olímpics de 1988 anomenada «One Moment in Time», que arribà a la posició 5 als Estats Units i a la primera posició a Gran Bretanya i Alemanya.

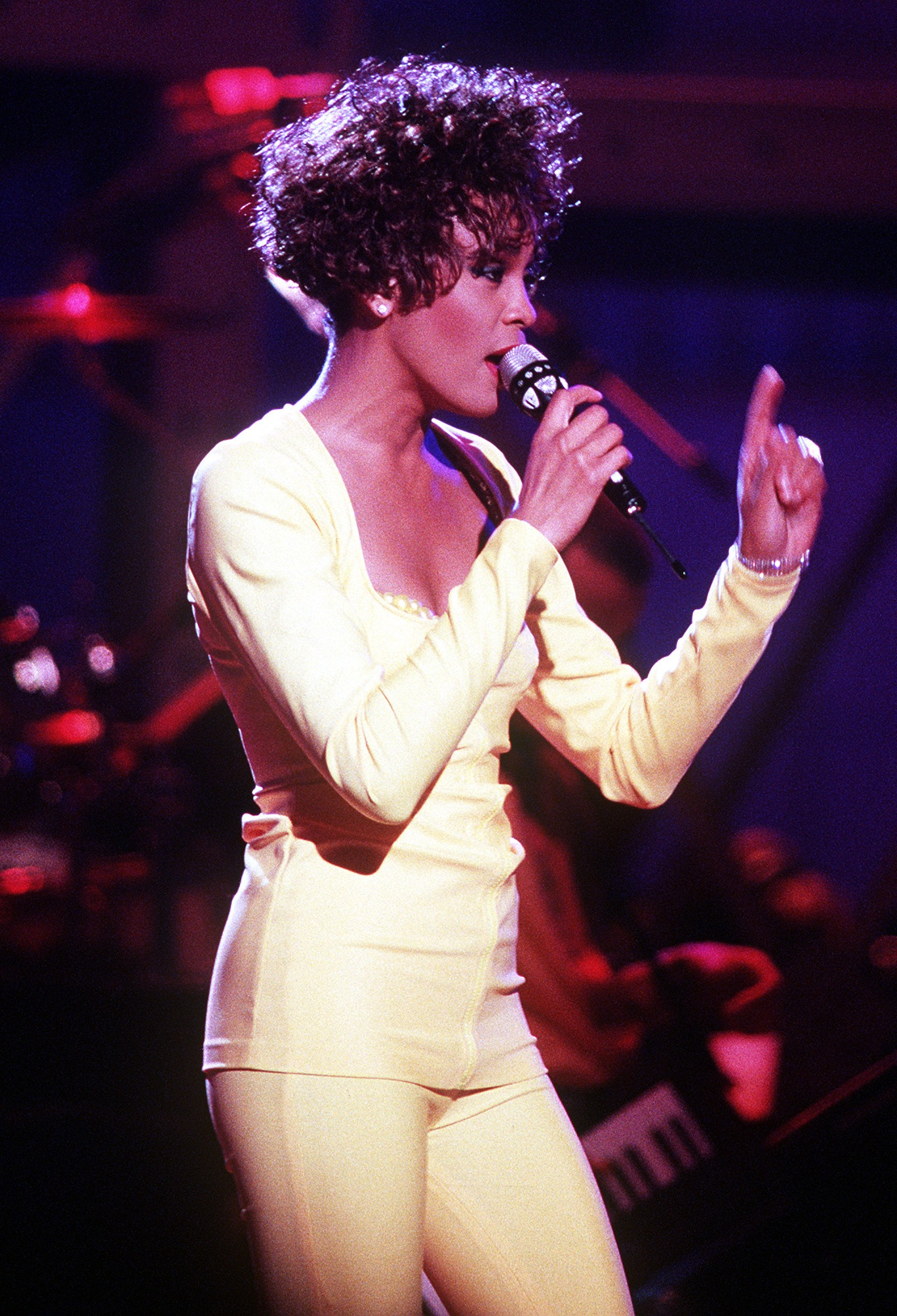
Whitney Houston cantant "Saving All My Love for You" al concert Welcome Home Heroes de l'any 1991

## Mort
L'11 de febrer de 2012, Houston va ser trobada morta a la banyera a l'hotel Beverly Hilton de Beverly Hills, per causes en un principi desconegudes. Els serveis paramèdics de Beverly Hills van trobar l'artista sense respondre a cap estímul i li van fer la reanimació cardiopulmonar durant vint minuts abans de declarar la seva mort a les 3:55 p.m. (hora local). La policia local va declarar que era una mort natural sense indicis de criminalitat.
Diversos famosos del món de l'espectacle van fer declaracions sobre la mort de Houston. Dolly Parton, de qui Whitney Houston va fer una versió de la cançó de Parton «I Will Always Love You» va dir que, «…des de dins del meu cor dic, 'Whitney, sempre t'estimaré. Sempre serà enyorada' (I will always love you. You will be missed)». La padrina de Whitney Aretha Franklin va dir que li resultava impressionant i increïble.
L'exmarit de Houston, Bobby Brown va dir que des que va saber la notícia de la mort de Whitney havia tingut "atacs de plor".

## Discografia
- 1985 - Whitney Houston - 25 milions (13 als EUA)
- 1987 - Whitney - 20 milions (10 als EUA)
- 1990 - I'm Your Baby Tonight - 10 milions (4 als EUA)
- 1992 - The Bodyguard - 42 milions (18 als EUA) - banda sonora més venuda de la història
- 1996 - The Preacher's Wife - 6 milions (3 als EUA) - disc gospel més venut de la història
- 1998 - My Love is Your Love - 10 milions (4 als EUA)
- 2000 - Whitney: The Greatest Hits - 10 milions (5 als EUA)
- 2002 - Just Whitney - 2 milions (1 als EUA)
- 2003 - One Wish - 1 milió (mig milió als EUA)
- 2007 - Whitney Houston: The Ultimate Collection - 3 milions (1,8 milions només a UK)
- 2009 - I Look to You - 2,5 milions (1 als EUA)

## Guardons
Nominacions
- 1998: Grammy al millor àlbum de R&B
- 2000: Grammy al millor àlbum de R&B